# Merel Baldé
Merel Baldé (Dordrecht, 10 februari 1991), bekend onder haar artiestennaam MEROL (gestileerd in hoofdletters), is een Nederlandse actrice en zangeres. Ze verwierf vooral veel bekendheid door de singles Lekker met de meiden en Hou je bek en bef me.

## Beginjaren
Baldé werd geboren in Dordrecht. Haar vader is accountmanager en haar moeder docent Nederlands. In 2014 studeerde ze af aan de Amsterdamse Toneelschool&Kleinkunstacademie. Ze was te zien in de theateropvoeringen Achnaton (2001/2002), Talloze namen (2013), Scrooge! (2013), Schuinsmarcheerders (2014), Kuyper & Wilhelmina (2015), die Hermannsschlacht (2017) en Kwispelsteertje (2018). In 2015 en 2016 speelde ze Charlotte in de musical Soldaat van Oranje. Ze speelde gastrollen in Het Klokhuis, Meisjes van Thijs, Flikken Maastricht en de bioscoopfilm All You Need Is Love. In haar eerste voorstelling, de opera Achnaton, speelde ze naast de Belgische operazanger Steve Dugardin, die ze later benoemde als een van haar vroege muzikale voorbeelden.

## Zangcarrière

### Doorbraak (2018)
In 2018 bracht Baldé haar eerste ep, Boter, uit onder de naam MEROL bij haar eigen label Ammehoela Records. Van deze ep bracht zij het lied Ik wil een kind van jou uit als haar debuutsingle op Valentijnsdag 2018. Het nummer werd op 3FM live ten gehore gebracht in het programma Franks feestje. In juli van datzelfde jaar bracht ze de zomersingle Lekker met de meiden uit. De single drijft de spot met stereotyperingen van jonge (vooral Amsterdamse) vrouwen, tot wie Baldé zichzelf overigens ook rekent. De single werd een hit. Eerst vooral onder de 'gays' en "daarna kwamen de mainstream meiden en nu krijg ik vooral hetero jongens in mijn DM die merchandise willen kopen", vertelt Baldé aan 3voor12. Ze vertolkte verder het lied op de talkshow M van Margriet van der Linden en kwam op de vierde plek in de Song van het Jaar-verkiezing van 3voor12. Ten slotte verscheen eind 2018 de kerstsingle Kerst met de fam over 'kerstcliché's'.

### Hou je bek en bef me(2019)
Op Valentijnsdag 2019 kwam de veelbesproken single Hou je bek en bef me uit. De expliciete teksten over de seksuele beleving van vrouwen riepen veel reacties op. Baldé legde uit dat ze zich "altijd een beetje [moet] schamen voor een liedje" en dat het lied, hoewel ze het zelf ook "best ongemakkelijk" vond, wel degelijk "autobiografisch" is. Ze schreef het nummer als reactie op de expliciete seksualiteit in vooral de teksten van mannelijke rappers en wilde dat "een vrouw ook eens [zingt] waaraan ze behoefte heeft". Waar de artieste zichzelf eerst een "per-ongeluk-feminist" noemde, is ze daar later op teruggekomen en verklaarde ze feminisme een zeer belangrijke zaak te vinden. Niet alleen in Nederland genoot de single veel aandacht, maar ook in België stond het nummer in de belangstelling. Volgens Baldé werd er preutser en verontwaardigder gereageerd op het nummer in België dan in Nederland. Aan het eind van 2019 won Baldé met Hou je bek en bef me haar eerste prijs, Song van het Jaar 2019.

### Vervolg (2019–2020)

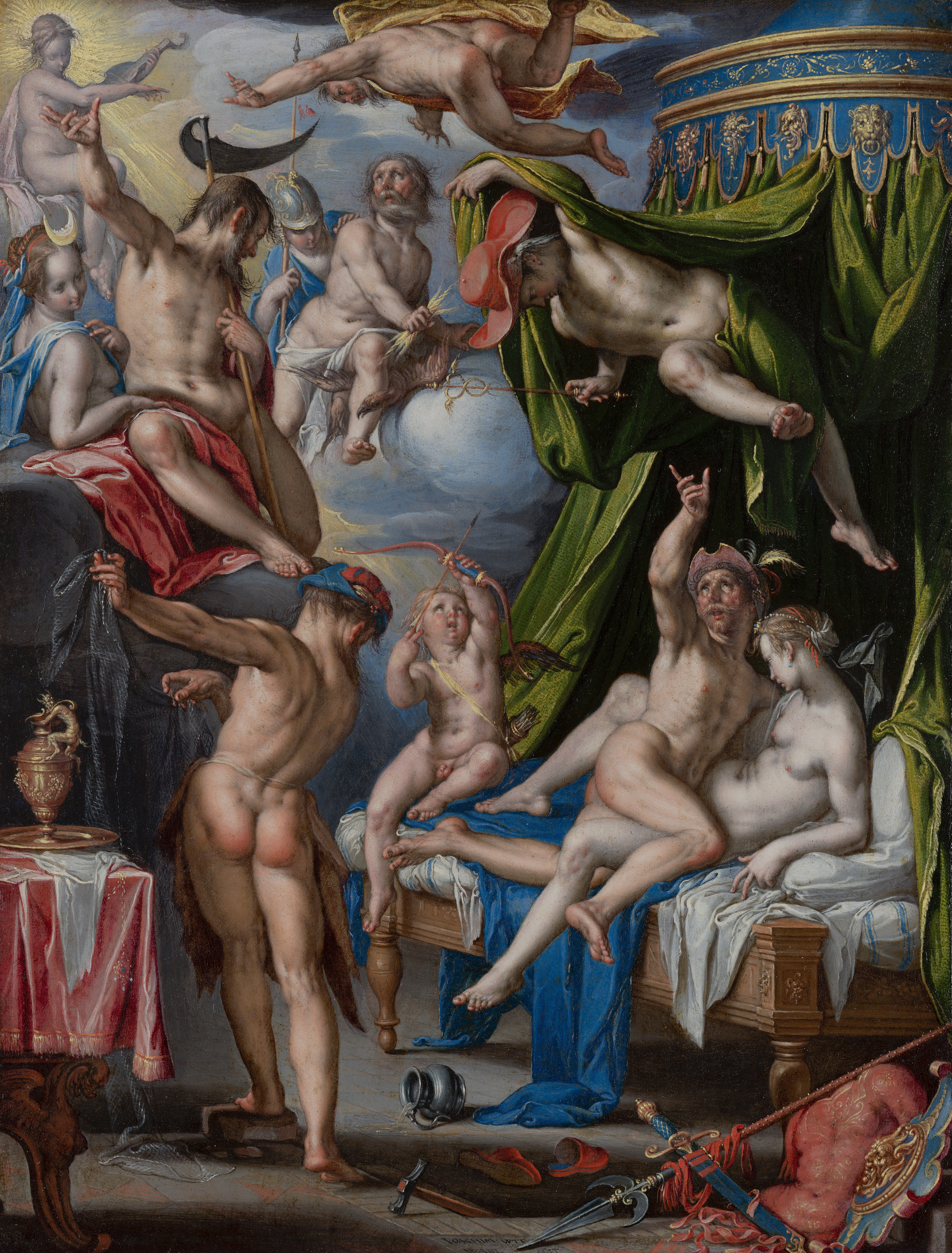
Het schilderij Mars en Venus betrapt door Vulcanus was de inspiratiebron voor de single Slippertje.

In maart 2019 gaf Baldé haar eerste en tweede publieke optreden in Paradiso, gevolgd door nog een optreden een maand later in Paradiso Noord. De documentaire Lekker met MEROL uit juli van dat jaar laat de voorbereidingen voor haar eerste concert zien. Samen met rapper Bokoesam bracht de zangeres medio 2019 de single Geen reet uit. Geen reet was volgens Baldé een body positivity-statement tegen de reacties die haar lichaam belachelijk maakten en ze noemde de Amerikaanse zangeres Lizzo als een inspiratiebron. Verder verscheen in augustus de single Krijg het er geil van in samenwerking met rapper Gotu Jim. In oktober 2019 bracht Baldé haar tweede ep getiteld Superlatief uit, waarvan de singles Dan maar jij en Superlatieven al eerder waren verschenen. Ter promotie van Superlatief ging Baldé op een clubtournee door Nederland en België en gaf ze een eindejaarsconcert in Paradiso, haar vierde optreden op het poppodium van dat jaar.
Als eerste single van 2020 bracht Baldé Slippertje uit in samenwerking met het Mauritshuis. In het kader van het muzikale project Bekijk het Mauritshuis met je oren haalde ze haar inspiratie voor het overspel-lied uit het schilderij Mars en Venus betrapt door Vulcanus van Joachim Wtewael uit 1601, over de twee Romeinse goden Mars en Venus die betrapt worden op overspel door Vulcanus. Ze bracht het lied voor het eerst ten gehore in de foyer van het museum.

### Tijdens de coronapandemie (2020–2021)
Om de traditie van Valentijsdagsingles voort te zetten verscheen in februari 2020 het lied Binnendingen. Na de uitbraak van de coronapandemie postte Baldé een lijst met potentiële nummers op haar Instagram-account. Het nummer Houseparty van die lijst, verwijzend naar de videobel-app die explodeerde aan populariteit tijdens de eerste coronagolf, werd uiteindelijk echt opgenomen en uitgebracht. Diezelfde week verscheen in samenwerking met Arjen Lubach het nummer met videoclip Ik **** je op afstand, dat voor het eerst gepresenteerd werd in Zondag met Lubach. De "afstand" verwijst naar de maatregelen in het kader van de coronacrisis.
In de zomer van 2020 werd de single Je vais vite (op de campingdisco) uitgegeven, gevolgd door Knaldrang in november. De videoclip van Knaldrang werd opgenomen in verschillende Amsterdamse clubs, die vanwege de coronacrisis al maanden gesloten waren en weinig overheidssteun of perspectief kregen. Het lied is dan ook een "ode aan het nachtleven".
Baldés eerste single in 2021 was de vierde Valentijnsdagsingle, genaamd Foefsafari, waarin ze, vergelijkbaar met Hou je bek en bef me, aandacht vroeg voor de orgasmekloof tussen vrouw en man. In april 2021 trad Baldé tweemaal op voor zogeheten testevenementen, waar bezoekers werden toegelaten op basis van een negatieve coronatest. Twee maanden later bracht ze haar volgende single uit, Feromonen, geschreven voor de serie Follow de SOA, waar Baldé zelf ook een rol in vertolkte. In september van dat jaar was ze te zien als gastjurylid in het tweede seizoen van Drag Race Holland, waarin tevens twee deelnemers een playbackoptreden gaven op Baldé's nummer Lekker met de meiden.

### Troostprijs(2021–heden)
In september 2021 bracht Baldé de single Vol uit. Dit nummer was de lead single van haar debuutalbum Troostprijs, aangekondigd op 20 december 2021 met datum van uitgifte op 15 april 2022. Het lied belandde in de Vlaamse hitlijsten tijdens haar deelname aan het Vlaamse programma De Slimste Mens ter Wereld, waar zij uiteindelijk in tien afleveringen te zien was en de tweede plaats behaalde. In het najaar van 2022 nam ze deel aan De Allerslimste Mens ter Wereld

## Muziekstijl
Baldés stijl wordt beschreven als pop met invloeden van 'meidenpop', 'synthpop' en 'electropop' en met veel camp. Wat de teksten betreft streeft Baldé ernaar "de Nederlandse taal op de hak te nemen". Ze wil dat haar liedjes ironie en meerdere lagen bevatten.

### Het personage Merol
De naam 'Merol' is ontstaan toen Baldé vroeger een ketting van haar naam wilde maken, maar slechts één 'e' had. Van Merol wil Baldé een echte popster maken, omdat ze dat mist in de nuchtere Nederlandse muziekwereld. Merol is dan ook voor Baldé eerder een concept dan een typetje.

## Discografie

### Albums
| Album met eventuele hitnotering(en) in de Nederlandse Album Top 100 | Datum van verschijnen | Datum van binnenkomst | Hoogste positie | Aantal weken | Opmerkingen |
| ------------------------------------------------------------------- | --------------------- | --------------------- | --------------- | ------------ | ----------- |
| Troostprijs                                                         | 2022                  | 23-04-2022            | 8               | 5            |             |

| Album met hitnotering(en) in de Vlaamse Ultratop 200 albums | Datum van verschijnen | Datum van binnenkomst | Hoogste positie | Aantal weken | Opmerkingen |
| ----------------------------------------------------------- | --------------------- | --------------------- | --------------- | ------------ | ----------- |
| Troostprijs                                                 | 2022                  | 23-04-2022            | 5               | 19           |             |

### Ep's
| Boter (2018) | Boter (2018)            | Boter (2018) | Boter (2018)  | Boter (2018) |
| Nr.          | Titel                   | Schrijver(s) | Producent(en) | Duur         |
| ------------ | ----------------------- | ------------ | ------------- | ------------ |
| 1.           | TREK T UIT              | Merel Baldé  | Merel Baldé   | 3:17         |
| 2.           | IK WIL EEN KIND VAN JOU | Merel Baldé  | Merel Baldé   | 3:20         |
| 3.           | BEDGIRL                 | Merel Baldé  | Merel Baldé   | 3:17         |
| 4.           | LIEFDESLIEDJE           | Merel Baldé  | Merel Baldé   | 3:11         |
| Totaal:      | Totaal:                 | Totaal:      | Totaal:       | 13:05        |

| Superlatief (2019) | Superlatief (2019)    | Superlatief (2019)                                      | Superlatief (2019)         | Superlatief (2019) |
| Nr.                | Titel                 | Schrijver(s)                                            | Producent(en)              | Duur               |
| ------------------ | --------------------- | ------------------------------------------------------- | -------------------------- | ------------------ |
| 1.                 | Plankje               | Merel Baldé, Didier de Ruyter                           | Baldé, De Ruyter           | 2:20               |
| 2.                 | Superlatieven         | Baldé                                                   | Soulsearchin               | 2:17               |
| 3.                 | Tien Voor Topo        | Baldé, Koen van de Wardt                                | Baldé, Van de Wardt        | 3:09               |
| 4.                 | Dan Maar Jij          | Baldé, Van de Wardt                                     | Baldé, Van de Wardt        | 2:55               |
| 5.                 | Plek Voor Jack        | Baldé, Max Oude Weernink, Tim Teunissen                 | Bart Possemis, Weernink    | 2:29               |
| 6.                 | Rick Lekker Bezig Pik | Baldé, Abel Tuinsta, De Ruyter, Jochem Smaal, Teunissen | De Ruyter, Tuinstra, Smaal | 3:11               |
| Totaal:            | Totaal:               | Totaal:                                                 | Totaal:                    | 16:24              |

### Singles
| Single met eventuele hitnotering(en) in de Nederlandse Top 40 | Datum van verschijnen | Datum van binnenkomst | Hoogste positie | Aantal weken | Opmerkingen                             |
| ------------------------------------------------------------- | --------------------- | --------------------- | --------------- | ------------ | --------------------------------------- |
| Ik wil een kind van jou                                       | 2018                  | -                     | -               | -            | -                                       |
| Lekker met de meiden                                          | 27-07-2018            | -                     | -               | -            | Nr. 85 in de Single Top 100             |
| Borderline                                                    | 05-10-2018            | -                     | -               | -            | -                                       |
| Kerst met de fam                                              | 07-12-2018            | -                     | -               | -            | -                                       |
| Hou je bek en bef me                                          | 08-02-2019            | -                     | -               | -            | 3voor12 Song van het jaar 2019          |
| Geen reet                                                     | 07-06-2019            | -                     | -               | -            | Met Bokoesam                            |
| Krijg het er geil van                                         | 16-08-2019            | -                     | -               | -            | Met Gotu Jim                            |
| Dan maar jij                                                  | 27-09-2019            | -                     | -               | -            | -                                       |
| Superlatieven                                                 | 11-10-2019            | -                     | -               | -            | -                                       |
| Slippertje                                                    | 24-01-2020            | -                     | -               | -            | -                                       |
| Binnendingen                                                  | 14-02-2020            | -                     | -               | -            | -                                       |
| Houseparty                                                    | 10-01-2020            | -                     | -               | -            | -                                       |
| Ik **** je op afstand                                         | 18-04-2020            | tip23*                | -               | -            | Met Zondag met Lubach                   |
| Je vais vite (op de campingdisco)                             | 06-08-2020            | -                     | -               | -            | -                                       |
| Knaldrang                                                     | 24-11-2020            | -                     | -               | -            | -                                       |
| Foefsafari                                                    | 12-02-2021            | -                     | -               | -            | -                                       |
| Feromonen                                                     | 04-06-2021            | -                     | -               | -            | Ter promotie van de serie Follow de SOA |
| Vol                                                           | 15-09-2021            | -                     | -               | -            | -                                       |
| Patronen                                                      | 14-01-2022            | -                     | -               | -            | -                                       |
| Gemengde signalen                                             | 18-03-2022            | -                     | -               | -            | -                                       |

| Single met hitnotering(en) in de Vlaamse Ultratop 50 | Datum van verschijnen | Datum van binnenkomst | Hoogste positie | Aantal weken | Opmerkingen  |
| ---------------------------------------------------- | --------------------- | --------------------- | --------------- | ------------ | ------------ |
| Hou je bek en bef me                                 | 8-2-2019              | -                     | tip 17          | -            |              |
| Geen reet                                            | 07-06-2019            | -                     | tip             | -            | Met Bokoesam |
| Superlatieven                                        | 11-10-2019            | -                     | tip 43          | -            |              |
| Je vais vite (op de campingdisco)                    | 6-8-2020              | -                     | tip             | -            |              |
| Knaldrang                                            | 24-11-2020            | -                     | tip 30          | -            |              |
| Vol                                                  | 15-09-2021            | 04-12-2021            | 26              | 5            |              |

## Theater
- 2001-2002 - Achnaton
- 2013 - Talloze namen (als student van de Amsterdamse Toneelschool&Kleinkunstacademie)
- 2013 - Scrooge!
- 2014 - Schuinsmarcheerders (afstudeervoorstelling van de Amsterdamse Toneelschool&Kleinkunstacademie)
- 2015 - Kuyper & Wilhelmina, als jonge Wilhelmina[36]
- 2015-2016 - Soldaat van Oranje, als Charlotte
- 2015-2018 - Trek 't Uit[37]
- 2017 - Die Hermannsschlacht
- 2018 - Kwispelsteertje